# ポアンカレ双対
数学において，ポアンカレ双対性定理は，多様体のホモロジー群とコホモロジー群の構造に関する基本的な結果である．名前はアンリ・ポアンカレにちなむ．定理の主張は以下のようである．M を n 次元の向き付けられた閉多様体（コンパクトかつ境界を持たない）とすると，M の k 次コホモロジー群はすべての整数 k に対して (n − k) 次ホモロジー群と同型である： 
{\displaystyle H^{k}(M)\cong H_{n-k}(M).}
ポアンカレ双対性は，係数環に関して向きを取る限り，任意の係数環に対して成り立つ．特に，すべての多様体は 2 を法として一意的な向き付けを持つので，ポアンカレ双対性は向きの仮定なしに 2 を法として成り立つ．

## 歴史
ポアンカレ双対の形式は、1893年にアンリ・ポアンカレによって提唱された。（ただし、証明は無かった。）そのポアンカレ双対はベッチ数の観点で与えられた。つまり、閉（コンパクトかつ境界を持たない）向き付け可能なn次元多様体のk次と(n-k)次のベッチ数は等しいということである。その当時、コホモロジーの概念が明快化されるまで約４０年あった。1895年に出版した論文、Analysis Situsで、ポアンカレは、自身が生み出した位相的交叉理論 (topological intersection theory)によって、定理を証明しようと試みた。ポウル・ヘーガードの批判によって、ポアンカレは自身の証明に致命的な誤りがあることに気がついた。Analysis Situs の最初の２編に、双対三角形分割による新たな証明を与えた。
ポアンカレ双対は1930年代のコホモロジーの誕生まで、現代の形をとらなかった。1930年代に、エドアード・チェックとハスラー・ホイットニーが導入したキャップ積とカップ積により、ポアンカレ双対は現代の形に定式化された。

## 関連文献
- Blanchfield, R. C. (1957), “Intersection theory of manifolds with operators with applications to knot theory”, Annals of Mathematics 65 (2):  340–356, doi:10.2307/1969966, JSTOR 1969966
- Griffiths, Phillip; Harris, Joseph (1994), Principles of algebraic geometry, Wiley Classics Library, New York: Wiley, ISBN 978-0-471-05059-9, MR1288523